# Doloria (Dolorietta) septenaria
Doloria (Dolorietta) septenaria is een mosselkreeftjessoort uit de familie van de Cypridinidae. De wetenschappelijke naam van de soort is voor het eerst geldig gepubliceerd in 1975 door Kornicker.